# The Sims 3: Skok w przyszłość
The Sims 3: Skok w przyszłość (ang. The Sims 3: Into the future) – jedenasty i ostatni dodatek do gry komputerowej The Sims 3 wydany na platformę PC. Światowa premiera dodatku odbyła się 23 października 2013, natomiast w Polsce miała ona miejsce dzień później – 24 października.

## Rozgrywka
Dodatek umożliwia teleportację Sima kilkaset lat do przodu, do miasta Oasis Landing. Nową postacią w grze jest Plumbot. Gra dodaje wiele „obiektów z przyszłości”.